# Sigma (duo)
Sigma is een Brits danceproject.

## Biografie
Sigma ontstond toen Joe Lenzie en Cameron Edwards elkaar ontmoetten aan de universiteit van Leeds. In 2014 braken ze internationaal door met hun single Nobody to Love. 

## Discografie

### Singles
| Single met eventuele hitnotering(en) in de Nederlandse Top 40 | Datum van verschijnen | Datum van binnenkomst | Hoogste positie | Aantal weken | Opmerkingen                                    |
| ------------------------------------------------------------- | --------------------- | --------------------- | --------------- | ------------ | ---------------------------------------------- |
| Nobody to Love                                                | 2014                  | 10-05-2014            | 7               | 22           | Nr. 14 in de Single Top 100                    |
| Changing                                                      | 2014                  | 27-09-2014            | 27              | 6            | met Paloma Faith / Nr. 54 in de Single Top 100 |
| Glitterball                                                   | 2015                  | 29-08-2015            | tip12           | -            | met Ella Henderson                             |
| Coming Home                                                   | 2015                  | 09-01-2016            | tip2            | -            | met Rita Ora                                   |
| Find Me                                                       | 2016                  | 03-12-2016            | tip8            | -            | met Birdy                                      |
| 2 Hearts                                                      | 2020                  | 21-03-2020            | 40              | 1            | met Sam Feldt & Gia Koka                       |

| Single met hitnotering(en) in de Vlaamse Ultratop 50 | Datum van verschijnen | Datum van binnenkomst | Hoogste positie | Aantal weken | Opmerkingen                  |
| ---------------------------------------------------- | --------------------- | --------------------- | --------------- | ------------ | ---------------------------- |
| Nobody to Love                                       | 2014                  | 26-04-2014            | 2               | 19           |                              |
| Changing                                             | 2014                  | 27-09-2014            | 4               | 14           | met Paloma Faith             |
| Higher                                               | 2015                  | 16-05-2015            | 47              | 2            | met Labrinth                 |
| Glitterball                                          | 2015                  | 29-08-2015            | 34              | 4            | met Ella Henderson           |
| Redemption                                           | 2015                  | 14-11-2015            | 31              | 6            | met Diztortion & Jacob Banks |
| Coming Home                                          | 2015                  | 16-01-2016            | 13              | 8            | met Rita Ora                 |
| Stay                                                 | 2016                  | 12-03-2016            | tip23           | -            |                              |
| Cry                                                  | 2016                  | 11-06-2016            | tip             | -            | met Take That                |
| Find Me                                              | 2016                  | 19-11-2016            | tip4            | -            | met Birdy                    |
| Forever                                              | 2017                  | 18-11-2017            | tip             | -            | met Quavo & Sebastian Kole   |
| Anywhere                                             | 2018                  | 21-07-2018            | tip             | -            |                              |
| 2 Hearts                                             | 2020                  | 01-02-2020            | tip26           | -            | met Sam Feldt & Gia Koka     |
| High on You                                          | 2020                  | 27-06-2020            | tip             | -            | met John Newman              |